# 아르네 멜내스
아르네 멜내스(스웨덴어: Arne Mellnäs, 1933년 8월 30일 ~ 2002년)는 스웨덴 출신의 작곡가이다.

## 삶
1933년 8월 30일 스웨덴 스톡홀름에서 태어났다. 같은 도시에서 음악 이론, 피아노, 바이올린, 지휘 및 작곡을 공부했다. 네덜란드 빌토번에서 전자 음악을 공부했다.
1963년부터 고향에서 이론과 작곡을 가르쳤다.
일본 도쿄, 미국 샌프란시스코 및 텍사스주 등지에서도 거주했다.